# Daniele Porcu
Daniele Porcu (Roma, 3 marzo 1983 – Milano, 4 gennaio 2018) è stato un fantino italiano.

## Biografia
Figlio d'arte, frequenta fino all'età di 16 anni il liceo scientifico Manieri Copernico in Roma accompagnando gli studi all'apprendistato di allievo fantino presso la scuderia del padre Salvatore all'Ippodromo delle Capannelle. Sul finire dei 16 anni lascia gli studi per dedicarsi completamente alla professione di fantino.
La prima vittoria arriva il 20 giugno 1999 all'ippodromo Martini di Corridonia.
Nell'ottobre del 2000 si trasferisce a Bellinzago Novarese presso le scuderie di Luciano D'Auria per uno stage di 3 mesi durante il quale consegue la sua prima vittoria all'Ippodromo di San Siro in Milano considerato la Scala del galoppo Italiano.
Nel marzo del 2001 si trasferisce stabile a Milano presso le Scuderie di Maurizio Guarnieri dove rimane oltre 4 anni. In quest'anno è campione Italiano degli Allievi Fantini.
Il rapporto con Maurizio Guarnieri finisce nel giugno 2005 e dopo un breve periodo presso le scuderie di Laura Grizzetti, nel 2006 firma un contratto di primo fantino per la Scuderia Zaro allenata dall'allenatore Roberto Feligioni che lo terrà impegnato per due anni e che lui ricorda come il periodo più importante per la sua crescita agonistica.
Spinto dalla crisi che pervade nel galoppo Italiano ma incoraggiato anche da una vittoria di Gruppo 1 a Roma in sella ad Estejo, dopo una settimana ad Hong Kong nella quale ha occasione di partecipare alla International Cup, decide di accettare un'offerta dalla Germania e trasferirsi a Iffezheim nella regione del Baden-Württemberg come primo fantino della rinomata scuderia Gestüt Auenquelle nel marzo del 2009. Qui vi rimane 2 anni conseguendo diverse vittorie sul suolo tedesco, francese e Svizzero con qualche sporadica apparizione nella sua "città adottiva". Milano.
Nel marzo 2011 con la chiusura della Gestüt Auenquelle ad Iffezheim, si trasferisce presso le scuderie di Sascha Smrczek a Düsseldorf nella Renania Settentrionale.
Il rapporto di lavoro con quest'ultimo finisce nel settembre 2012 complice una brutta caduta in corsa che lo tiene lontano dalle competizioni per due mesi.
Nel novembre del 2012 inizia il rapporto di lavoro con la Gestüt Röttgen, storica scuderia con sede ad Heumar nella zona sud di Colonia. Qui vive un ottimo 2013 alla fine del quale viene scelto dal Trainer internazionale Peter Schiergen come secondo fantino di scuderia dietro alla Star Andrasch Starke presso le scuderie di Colonia nel Weidenpescher Park.
Nel 2013 giunge quarto nella classifica tedesca dei fantini.
Nel maggio 2014 ottiene grazie alla femmina Emerald Star, la sua prima vittoria in Pattern su suolo britannico.
Il suo score di vittorie conta 854 affermazioni in 6 differenti Paesi (450 in Italia, 313 in Germania, 52 in Belgio, 24 in Svizzera, 14 in Francia, 1 nel Regno Unito).
Costretto ad interrompere l'attività agonistica nell'autunno 2017 a seguito di un tumore, muore nel gennaio 2018 all'età di 34 anni
.

## Principali vittorie
- Italia (I)
- Premio Roma (Group 1), Estejo
- Premio Ambrosiano (Group 3), Pressing
- Premio Omenoni (Group 3), Krisman
- Gran Premio d'Italia (Listed Race), Estejo
- Premio Cancelli 2 (Listed race) Krisman, Cocktail
- Premio Ebf Terme di Merano 2 (Listed Race) Lobatica, Vinea Federspiel
- Premio Baggio (Listed Race) Atlone
- Premio Coolmore (Listed Race) Laguna Salada
- Premio Bersaglio (LIsted Race) Intigra
- Premio Giovanni Falck (Listed Race) Rose Rised

- Germania (D)
- T. Von Zastrow Stutenpreis (Group 2) Shivajia
- 38. Badener Meile (Group 2) Royal Solitaire
- Walter J. Jacobs Stuten Preis (Group 3) Ashantee
- Grosser Preis der Landeshauptstadt Düsseldorf (Group 3) Schützenjunker
- Herzog von Ratibor-Rennen (Group 3) Nordico
- Ilse und Heinz Ramm-Memorial (LR) Reine Heurose
- Kölner Frühjahr-Sprintpreis (LR) Sacho
- Grosser Preis der VGH-Versicherungen (LR) Rock My Soul
- Preis der Spielbank Bad Neuenahr (LR) Rock My Soul
- Grosser Preis der Hannoverschen Vollksbank - (LR) Adorna
- Badener Ladies Sprint Cup - (LR) Semina
- Pfingst Stutenpreise (LR) Gracia Directa
- Campanologist Cup (LR) Dancing Shuffle
- Bavaria-Preis (LR) Emily Of Tinsdal
- Preis der Dreijährigen (LR) High Duty
- Preis des Gestüts Röttgen (LR) Royal Solitaire
- Grosser Preis von Rossmann (LR) Royal Solitaire
- Grosser Preis der Dr. Klein & Co.AG (LR) Sarandia
- Grosser Preis Jungheinrich Gabelstapler (LR)  Lopera
- Svizzera (CH)
- Gran Prix des 3 ans (LR) Furious Bell
- Swiss 1000 Guineas - Swingdream
- Grosser Preis Von Saint Moritz (LR) Ianina
- HH Sheikh Zayed Bin Sultan Al Nahyan (Arabians LR) (2 times) Alibaba del Sol
- Regno Unito (UK)
- Chartwell Fillies' Stakes (Group 3) Emerald Star